# Presidentvalsdebatterna i USA 2020
Presidentvalsdebatterna 2020 mellan de stora kandidaterna under USA:s presidentval 2020 sponsrades av kommissionen för presidentdebatter (CPD). Tre debatter mellan presidentkandidaterna Joe Biden och Donald Trump genomfördes den 29 september, 15 oktober och 22 oktober 2020. En debatt mellan vicepresidentkandidaterna ägde rum den 7 oktober 2020.

## Debatterna sponsrade av kommissionen om presidentdebatter
Den 11 oktober 2019 tillkännagav kommissionen för presidentdebatter att de skulle vara värd för fyra debatter. Tre av de fyra presidentdebatterna var mellan sittande president Donald Trump, demokratisk kandidat och tidigare vice president Joe Biden och andra deltagare som kvalificerar sig. En debatt var en vice presidentdebatt mellan den sittande vice presidenten Mike Pence, den demokratiska vice presidentkandidaten Kamala Harris och de tredjepartskandidater som uppfyllde kriterierna.
I slutet av 2019 hävdade Trump att debatterna 2016 var "partiska". Efter att ha träffat sin kampanjchef sa kommissionsordföranden att "presidenten ville debattera, men de hade oro för huruvida de skulle göra det med kommissionen eller inte."  Trump pressade inte frågan ytterligare offentligt. Trump begärde också ytterligare debatter till de traditionella tre, som Bidens kampanj avböjde.  I slutet av juni bekräftade representanter för Biden-kampanjen att de hade gått med på det ursprungliga schemat.
I augusti avvisade CPD en begäran från Trump-kampanjen att flytta debatterna till ett tidigare datum eller att lägga till en fjärde debatt.
Den 27 augusti föreslog demokraten Nancy Pelosi, representanthusets talman, att Biden skulle hoppa över debatterna och hävdade att Trump "troligen kommer att agera på ett sätt som ligger under presidentskapets värdighet". Biden svarade och sa att han vill gå vidare och delta så att han kan "vara en faktakontroll på golvet medan jag debatterar [Trump]".

## Kandidaters kvalifikationer
För att kvalificera sig för de debatter som sponsras av kommissionen om presidentdebatter måste presidentkandidater uppfylla följande kriterier (vicepresidentkandidater kvalificerar sig genom att vara kandidat till en kvalificerande presidentkandidat):
- Var konstitutionellt berättigad att inneha presidentskapet.
  - Var minst 35 år gammal när denne tillträder.
  - Var en naturfödd medborgare i USA och har varit bosatt i USA i fjorton år när denne tillträder.
  - Var på alla andra sätt berättigad enligt konstitutionen.
    - Artikel I, avsnitt 3, klausul 7, ger den amerikanska senaten möjligheten att för evigt diskvalificera någon som dömts i ett författningsmål från att inneha något federalt ämbete.[6]
    - Avsnitt 3 i det 14:e tillägget förbjuder alla som svor en ed att stödja konstitutionen och senare gjorde uppror mot USA att bli president. Denna diskvalificering kan emellertid upphävas med två tredjedelars röst för varje kongresshus.[7]
    - Det 22:a tillägget förbjuder någon att väljas till ordförandeskapet mer än två gånger (eller en gång om personen tjänar som president eller tillförordnad president i mer än två år av en presidentperiod som någon annan ursprungligen valdes till).[8][9]
- Framträda på ett tillräckligt antal valsedlar för att ha en matematisk möjlighet att vinna majoritetsröstning i elektorskollegiet.
  - I teorin innebär detta att en kandidat kan vinna valet trots att det inte uppfyller detta kriterium och därmed inte kvalificerar sig för debatterna, eftersom en kandidat kan vinna valet trots att han har en minoritetsröst i elektorskollegiet. I praktiken har detta bara hänt en gång.
- Ha en stödnivå på minst 15 procent av den nationella väljarkåren enligt fem nationella opinionsundersökningsorganisationer som valts ut av kommissionen, med hjälp av medelvärdet av dessa organisationers senast rapporterade resultat vid tidpunkten för beslutet. De fem omröstningarna valdes med råd från Frank Newport från Gallup, baserat på hur Frank och kommissionen uppfattade dessa kriterier: 
  - Den tillförlitliga frekvensen av omröstning och urvalsstorlek som används av omröstningsorganisationen.
  - Hur väl undersökningsmetoden använts av omröstningsorganisationen.
  - Organisationens rganisations livslängd och anseende.
  - De fem organisationerna är:[10]
    - ABC / Washington Posts omröstning
    - CNN:s omröstning
    - Fox News omröstning
    - NBC / Wall Street Journal Poll
    - NPR / PBS NewsHour / Marist Poll

## Debattlista
Tre presidentdebatter och en vice presidentdebatt genomfördes

### Första presidentdebatten (Case Western Reserve University)
Den första debatten hölls tisdag 29 september, 2020, kl. 21:00–22:30 lokal tid på Samson paviljongen av Health Education Campus (HEC), som delas av Case Western Reserve University och Cleveland Klinik i Cleveland. Chris Wallace från Fox News kommer att vara den som håller i den första debatten.
Denna debatt var ursprungligen planerad att äga rum i Phillip J. Purcell Pavilion i Edmund P. Joyce Center vid University of Notre Dame i Indiana, men Notre Dame drog sig tillbaka som värdplats den 27 juli 2020 på grund av oro från COVID-19-pandemin.

#### Format
Den första presidentdebatten delas in i sex segment, var och en med cirka 15 minuters längd, med debattledaren som introducerar ett ämne och ger varje kandidat två minuter, följt av en främjad diskussion mellan de två kandidaterna, där båda kandidaterna får ungefär lika tid.

### Vice presidentdebatt (University of Utah)
Vice presidentdebatten genomfördes onsdagen den 7 oktober 2020 kl. 19–20:30 lokal tid i Kingsbury Hall vid University of Utah i Salt Lake City. Susan Page från USA Today modererade debatten om vice presidenten.

### Andra presidentdebatten (Adrienne Arsht Center for the Performing Arts)
Den andra debatten genomfördes torsdagen den 15 oktober 2020 vid Adrienne Arsht Center for the Performing Arts i Miami.

Denna debatt hade ursprungligen planerats att hållas vid Crisler Center vid University of Michigan i Ann Arbor, Michigan, men University of Michigan drog sig tillbaka som värd den 23 juni 2020 på grund av folkhälsoproblem från COVID-19-pandemin. Steve Scully från C-SPAN kommer att hålla i debatten. Denna debatt kommer att vara i stadshusets mötesformat.

### Tredje presidentdebatten (Belmont University)
Den tredje och sista debatten genomfördes torsdagen den 22 oktober 2020 vid Curb Event Center vid Belmont University i Nashville i Tennessee. Kristen Welker från NBC kommer att hålla i den slutliga debatten.

## Debatter sponsrade av Free & Equal Val Foundation

### Första öppna debatten (Hilton Chicago)
Tidigt den 4 mars 2020 höll Free &amp; Equal Val Foundation en debatt på Hilton Chicago Hotel, som inkluderade olika tredjepartskandidater samt mindre kandidater anslutna till demokratiska och republikanska partier.

### Andra öppna debatten
För det allmänna valet var Free &amp; Equal Val Foundation värd för en debatt den 8 oktober 2020 i Denver, Colorado, med deltagande begränsat till kandidater på omröstningen i minst åtta stater.